# إجرائية

مثال على تحديد "المساحة الشخصية" إجرائيًا.

في منهجية العلوم، الإجرائية أو التحويل الإجرائي أو التشغيل الإجرائي تعني تحديد المؤشرات العملية (أي، المقاييس) لظاهرة كامنة غير قابلة للقياس بشكل مباشر (مثلاً في الفيزياء الفلكية:، الثقوب السوداء)، ولكن يتضح وجودها بظاهرة أخرى، مثل المؤشرات (أي، طيف مصدر الأشعة السينية).
وفي العلوم الاجتماعية والإنسانيات، الإجرائية هي عملية تعريف مفهوم غامض بحيث يصبح المفهوم النظري قابلاً للتمييز أو القياس بوضوح وفهمه من منطلق الملاحظات التجريبية. وبمعنى أشمل، فإنها تشير إلى عملية تحديد امتداد المفهوم- لتصف ما يمثل جزءًا منه وما ليس كذلك.
وكثيرًا ما تعني الإجرائية وضع تعريفات إجرائية وتعريفات نظرية.

## المنهج الإجرائي المبكر
تستخدم الإجرائية للإشارة بشكل خاص إلى الممارسة العلمية للتعريف الإجرائي، حيث يتم تعريف حتى أكثر المفاهيم الأساسية عن طريق العمليات التي نستخدمها في قياسها. ويأتي هذا من كتاب فلسفة العلوم منطق الفيزياء المعاصرة (The Logic of Modern Physics) عام (1927) تأليف بيرسي ويليامز بريجمان، الذي يطلق على موقفه المنهجي اسم المنهج الإجرائي.
تعرضت نظرية بريجمان للنقد؛ حيث إننا نقيس «الطول» بطرق متعددة (مثلاً، من المستحيل أن نستخدم عمود قياس إذا أردنا قياس المسافة بين الأرض والقمر)، و«الطول» بالمنطق لا يمثل مفهومًا واحدًا، ولكن عدة مفاهيم.ويتم تعريف كل مفهوم من خلال عمليات القياس المستخدمة. ومثال آخر على ذلك، نصف قطر الكرة الذي يعطي قيمًا مختلفة حسب طريقة القياس المتبعة (مثلاً، بالأمتار أو الملليمترات). وقد أشار بريجمان إلى أنه يتم تعريف المفهوم وفقًا للمقياس. وهكذا، يشير النقد إلى أنه سينتهي بنا الحال مع عدد لا نهائي من المفاهيم، ويتم تعريف كل منها بالأشياء التي استخدمت في قياسه.
يذكر بريجمان في النظرية النسبية أننا نرى كيف يمكن أن ينقسم مفهوم مثل «المدة» إلى العديد من المفاهيم المختلفة. وكجزء من عملية تنقيح إحدى النظريات الفيزيائية، ربما يتم التوصل إلى أن ما كان يُعتقد أنه مفهوم واحد، هو في الحقيقة، مفهومان مختلفان أو أكثر. ومع ذلك، يقترح بريجمان أننا إذا التزمنا بالمفاهيم التي تم تعريفها إجرائيًا، فلن يحدث ذلك أبدًا.

## التعريف الإجرائي
يتميز «التعريف الإجرائي» عمومًا بأنه يرتبط بالتعريفات النظرية التي تصف الواقع من خلال استخدام نظرية.
وربما تتضح أكثر مدى أهمية الإجرائية الدقيقة في تطوير النظرية النسبية العامة. فقد اكتشف أينشتاين وجود تعريفين إجرائيين لـ«الكتلة» يستخدمهما العلماء: القصور الذاتي الذي يتم تعريفه باستخدام القوة وملاحظة التسارع عن طريق قانون نيوتن الثاني للحركة والجاذبية التي يتم تعريفها بوضع الجسم على مقياس أو ميزان. سابقًا، لم يهتم أحد بالعمليات المختلفة المستخدمة، ذلك أنها لطالما أسفرت عن النتائج ذاتها، ولكن بصيرة أينشتاين الرئيسية كانت تقدير مبدأ التكافؤ المتمثل في وصول العمليتين لنفس النتيجة دائمًا؛ حيث إنهما كانتا متساويتين عند مستوى عميق، وتحلان ِمضامين ذلك الافتراض، وهو النظرية النسبية العامة. وبناءً عليه، شهد العلم حدوث تقدم مذهل نتج عن التغاضي عن التعريفات الإجرائية المختلفة للمقاييس العلمية وإدراك أن العمليتين وصفتا مفهومًا نظريًا واحدًا. وقد تعرض اعتراض أينشتاين على المنهج الذي يستخدمه الإجرائيون للنقد من قِبل بريجمان كما يلي: «لم ينقل أينشتاين إلى النظرية النسبية العامة الخاصة به الدروس والمعارف التي قام هو نفسه بتعليمنا إياها في نظريته الخاصة.» (ص 335).

## المذهب الإجرائي في العلوم الاجتماعية
كثيرًا ما تستخدم الإجرائية في العلوم الاجتماعية كجزء من الأسلوب العلمي والقياس النفسي.

### نموذج الغضب
قد يرغب الباحث في قياس مفهوم «الغضب». ولا يمكن قياس وجود الغضب وعمق الإحساس به بشكل مباشر بواسطة مراقب غريب لأن الإحساس بالغضب غير ملموس. وبدلاً من ذلك، يتم استخدام مقاييس أخرى من المراقبين الغرباء، مثل تعبيرات الوجه واختيار المفردات وعلو الصوت والنبرة.
إذا كان الباحث يرغب في قياس عمق «الغضب» لدى العديد من الأشخاص، فإن أكثر الإجراءات المباشرة ستكون طرح سؤال عليهم، مثل «هل أنت غاضب؟» أو «ما مدى غضبك؟». ومع ذلك، تنطوي هذه العملية على مشاكل معقدة؛ ذلك أنها تعتمد على تعريف الفرد. قد يتعرض بعض الأفراد لإزعاج بسيط ويشعرون بغضب بسيط، ولكنهم يصفون أنفسهم على أنهم «غاضبون للغاية»، بينما قد يتعرض آخرون لاستفزاز شديد ويشعرون بغضب شديد، ولكنهم يصفون أنفسهم على أنهم «غاضبون قليلاً». علاوة على ذلك، في العديد من الظروف، من غير العملي سؤال الأشخاص المشاركين في البحث عما إذا كانوا غاضبين.
للاطلاع على أمثلة على المشروعات البحثية التي تستخدم إطار العمل التصوري والجداول الإجرائية، يمكنك الدخول إلى http://ecommons.txstate.edu/arp/

## قائمة المصادر
- Bridgman، P.W. (1927). "The Logic of Modern Physics". {{استشهاد بدورية محكمة}}: الاستشهاد بدورية محكمة يطلب |دورية محكمة= (مساعدة)